# Mesogonia azeka
Mesogonia azeka är en insektsart som först beskrevs av William Lucas Distant 1908.  Mesogonia azeka ingår i släktet Mesogonia och familjen dvärgstritar. Inga underarter finns listade i Catalogue of Life.